# Reies López Tijerina
Reies López Tijerina (Falls City, Texas, 21 de setembre de 1926 – El Paso, 19 de gener de 2015) fou un activista polític estatunidenc.
Durant les dècades de 1960 i 1970 va dirigir una intensa lluita per a restaurar els drets sobre les terres, que els corresponien als descendents dels antics propietaris, espanyols i mexicans, a l'Estat de Nou Mèxic. Com a portaveu dels drets dels hispans i els mexicanoamericans, va esdevenir una figura important dels inicis del Moviment Chicano (tot i que ell en prefereix dir «Indohispànic», per a referir-se al seu poble). Com a activista, ha treballat en l'educació i l'organització comunitària, relacions amb els mitjans de comunicació i la recuperació de terres. Es va fer famós internacionalment per la seua incursió armada, el 1967, al Tribunal de Tierra Amarilla (Nou Mèxic).